# Альберт Вайсбогель
Альберт Вайсбогель (англ. Albert Weisbogel; нар. 1844 — пом. 27 травня 1919, Квінз) — американський військовослужбовець, капітан-мізен-топ ВМС США. Один з 19 військовослужбовців США — двічі кавалерів Медалі Пошани — удостоєних найвищої відзнаки за проявлений героїзм. Вайсбогель, один з чотирнадцяти нагороджених, які отримали дві медалі Пошани за дві різні події (1874 та 1876), хоча жоден з його подвигів не був здійснений у бойових умовах, а лише в мирний час (за що він у сучасний час був би нагороджений медаллю ВМС і Корпусу морської піхоти).

## Біографія
Альберт Вайсбогель народився близько 1844 року в Новому Орлеані, штат Луїзіана. Він вступив на військово-морський флот з Луїзіани і до 11 січня 1874 року служив на кораблі «Бенісіа». Того дня один з його товаришів по службі, американський морський піхотинець на прізвище Вульф, у «припадку божевілля» стрибнув за борт, намагаючись покінчити життя самогубством, утопившись. Вайсбогель стрибнув за ним і врятував його. За цей вчинок він був нагороджений медаллю Пошани через два роки, 23 березня 1876 року. На той час він служив капітаном міззен-топ на американському кораблі «Плімут». Вайсбогель також свого часу служив на есмінці «Юніата» і здійснив подібний подвиг на цьому кораблі.
Не минуло й місяця після нагородження його першою Медаллю Пошани, як 27 квітня 1876 року він знову врятував від утоплення члена екіпажу. Коли «Плімут» під командуванням капітана Едварда Баррета, який представив його до другої медалі Пошани, заходив у гавань Кінгстона, Ямайка, лендсмен Пітер Кенні впав за борт і був врятований Вайсбогелем. 9 червня 1876 року за цей вчинок він був нагороджений другою медаллю Пошани.